# Българо-сръбска военна конвенция (1912)
Българо-сръбската военна конвенция от 29 април 1912 г. е споразумение между политическите и военните ръководства на Царство България и Кралство Сърбия. Подписана е в София от министър-председателите Иван Евстратиев Гешов и Милован Милованович, българския военен министър Никифор Никифоров и началника на сръбския генерален щаб Радомир Путник.
Конвенцията уточнява военните условия на двустранния съюзен договор, сключен 2 мес. по-рано. Сърбия гарантира военна помощ (най-малко 100 000 бойци) на България, ако последната бъде нападната от Румъния или от Османската империя. На свой ред, България се съгласява да помогне на съюзника си, ако Сърбия бъде нападната от Османската империя, Румъния или Австро-Унгария, а също и при нахлуване на австро-унгарците в Новопазарския санджак.
В случай че двете страни обявят по предварително съгласие война на османците, конвенцията ги задължава да изпратят най-малко по 100 000 войници на Вардарския оперативен театър, освен „ако не е разпоредено иначе от друго особено споразумение“ (чл. 4). Това условие претърпява няколко промени в преговорите между българския и сръбския генерален щаб, които се състоят в месеците до избухването на Първата балканска война. На 19 юни във Варна генералите Иван Фичев и Путник се договарят, че в предстоящата война България ще отдели армия от три дивизии за направленията от Кюстендил през Крива паланка за Скопие и през Царево село за Кочани. На 23 август двамата се срещат отново, този път в Белград. На тази среща Путник се съгласява българските войски, действащи в Македония, да бъдат сведени на 1 дивизия, но отказва да изпрати сръбски сили срещу османците по долното течение на Марица.
На 15 септември 1912 г. – по-малко от 1 мес. до началото на бойните действия – генералните щабове се споразумяват цялата сръбска армия да действа в Македония. Една сръбска дивизия е разположена в Кюстендил и след избухването на войната прикрива българската граница, като настъпва срещу османците към Крива паланка и Кратово. От българска страна в Македония (в поречието на Струма и към Овче поле) е оставена да действа само 7-а пехотна Рилска дивизия.
Измененията в конвенцията от 29 април, отнасящи се до числеността на българските войски на Вардарския оперативен театър, са използвани от сръбското правителство, за да поиска от България година по-късно (май 1913 г.) ревизия на споразуменията за разделяне на Македония.